# Tempestt Bledsoe
Pour les articles homonymes, voir Bledsoe.
Tempestt Bledsoe est une actrice américaine née le 1er août 1973 à Chicago, Illinois (États-Unis).

## Filmographie
- 1984 à 1992 : Cosby Show : Vanessa Huxtable
- 1986 : The Gift of Amazing Grace (TV) : Grace
- 1988 : Le Bal de l'école (TV) : Margaret
- 1989 : Dream Date (TV) : Danni Fairview
- 1999 : Saint-Nicholas et le nouveau monde (Santa and Pete) (TV) : Maria Dangola
- 2000 : The Expendables (TV) : Tanika
- 2001 : Fire & Ice (TV) : Pam Moore
- 2003 : BachelorMan : Janey
- 2009 : Un vœu pour Noël (The Wishing Well) (TV) : Enid
- 2012 : L'Étrange Pouvoir de Norman : Chérif Hooper
- 2012 - 2013 : Guys with Kids (série télévisée) : Bridget